# Myiodynastes
A Myiodynastes a madarak (Aves) osztályának verébalakúak (Passeriformes) rendjébe és a királygébicsfélék (Tyrannidae) családjába tartozó nem.

## Rendszerezés
A nemet Bonaparte francia ornitológus írta le 1859-ben, az alábbi fajok tartoznak ide:
- Myiodynastes bairdii
- Myiodynastes hemichrysus
- Myiodynastes chrysocephalus
- Myiodynastes luteiventris
- csíkos bentévi (Myiodynastes maculatus)
- Myiodynastes solitarius[1] vagy Myiodynastes maculatus solitarius[2]